# بابی مور
رابرت فردریک چلسی مور معروف به بابی مور (انگلیسی: Bobby Moore؛ زاده ۱۲ آوریل ۱۹۴۱ – درگذشته ۲۴ فوریه ۱۹۹۳)، بازیکن فوتبال اهل انگلستان بود. وی به مدت بیش از ۱۰ سال کاپیتانی تیم فوتبال باشگاهی وستهام یونایتد را برعهده داشت و تیم ملی فوتبال انگلستان در جام جهانی فوتبال ۱۹۶۶ با کاپیتانی وی به قهرمانی جهان رسید.
وی با انجام ۱۰۸ بازی ملی برای تیم فوتبال انگلستان، تا سال ۱۹۷۳ و خداحافظی از فوتبال ملی، رکورددار تعداد بازی ملی بود.
در ۱۴ فوریه ۱۹۹۳ بابی مور علناً اعلام کرد که از سرطان روده و کبد رنج می‌برد. در این مرحله سرطان گسترش یافته‌است. سه روز بعد، وی برای تحلیل بازی انگلیس مقابل سان مارینو در ومبلی در کنار دوستش جاناتان پیرس حضور یافت که آخرین حضور عمومی بابی بود. او هفت روز بعد در ۲۴ فوریه در سن ۵۱ سالگی درگذشت.
از بابی مور به عنوان یکی از بزرگترین بازیکنان تاریخ فوتبال یاد می‌شود و پله او را بهترین مدافعی می‌داند که در برابرش بازی کرده‌است.